# Olympische Winterspiele 1928/Teilnehmer (Tschechoslowakei)
| Gelbes Symbol für Goldmedaillen mit stilisierten Olympischen Ringen | Graues Symbol für Silbermedaillen mit stilisierten Olympischen Ringen | Braundes Symbol für Bronzemedaillen mit stilisierten Olympischen Ringen |
| ------------------------------------------------------------------- | --------------------------------------------------------------------- | ----------------------------------------------------------------------- |
| —                                                                   | —                                                                     | 1                                                                       |

Die Tschechoslowakei nahm an den II. Olympischen Winterspielen 1928 in St. Moritz mit einer Delegation von 27 Athleten, darunter eine Frau, teil.
| Bob          | F. Heisser R. Tenner L. Glasser J. Smutzer J. Husack | Fünferbob             | -      | (TCH I) Das Team gab Forfait.  |
| Bob          | J. Wagner A. Wilfert J. Schmidt G. Leubner F. Neumann | Fünferbob             | -      | (TCH II) Das Team gab Forfait. |
| Bob          | Als Reserveathleten waren aufgeboten: H. Porner, E. Nossek und A. Wanke |                       |        |                                |
| Eishockey    | Jaroslav Řezáč Johann Lichnowski Wolfgang Dorasil Josef Maleček Miroslav Steigenhöfer Jaroslav Pušbauer Josef Šroubek (Kapitän) Jan Peka Jan Krásl Karel Hromádka Jirí Tožicka J. Ludvig | -                     | 7      |                                |
| Eiskunstlauf | Josef Slíva | Herren                | 5      |                                |
| Eiskunstlauf | Libuše Veselá Vojtěch Veselý | Paarlauf              | 12     |                                |
| Ski Nordisch | Josef Bím | Spezialsprunglauf     | 20     |                                |
| Ski Nordisch | Vinzenz Buchberger | Nordische Kombination | 18     |                                |
| Ski Nordisch | Rudolf Burkert | Nordische Kombination | 12     |                                |
| Ski Nordisch | Rudolf Burkert | Spezialsprunglauf     | Bronze |                                |
| Ski Nordisch | František Donth | 18-km-Langlauf        | 11     |                                |
| Ski Nordisch | František Donth | 50-km-Langlauf        | 14     |                                |
| Ski Nordisch | Josef Feistauer | 50-km-Langlauf        | dnf    |                                |
| Ski Nordisch | Václav Fišera | 50-km-Langlauf        | 18     |                                |
| Ski Nordisch | Wilhelm Möhwald | Spezialsprunglauf     | 15     |                                |
| Ski Nordisch | Josef Německý | 50-km-Langlauf        | 11     |                                |
| Ski Nordisch | Otakar Německý | 18-km-Langlauf        | 16     |                                |
| Ski Nordisch | Otakar Německý | Nordische Kombination | 9      |                                |
| Ski Nordisch | Vladimír Novák | 18-km-Langlauf        | 12     |                                |
| Ski Nordisch | František Wende | Nordische Kombination | dnf    |                                |
| Ski Nordisch | Karl Wondrák | Spezialsprunglauf     | 21     |                                |